# Çilaxa
Çil Axa (en kurde : Çilaxa ou Çil Axa) ou Jawadiyah (en arabe : الجوادية, al-Jawädîya) est une ville du Kurdistan occidental, en Rojava en Syrie.

## Démographie
En 2004, la population de la ville était de 6 630 habitants. Les kurdes et les arabes constituent des parties à peu près égales de la population.
Selon le Bureau central des statistiques de la Syrie (CBS), Çilaxa comptait une population de 6 630 habitants lors du recensement de 2004. C'est le centre administratif d'un nahiyah ("sous-district") composé de 50 localités, avec une population totale de 40 535 habitants en 2004.